# Franz Joseph Gall
Franz Joseph Gall (9 de març de 1758, Tiefenbronn, Baden - 22 d'agost de 1828, París), va ser un anatomista i fisiòleg alemany, fundador de la frenologia.
Convençut que les funcions mentals resideixen en àrees específiques del cervell i que això determina el comportament, va assumir que la superfície del crani reflecteix el desenvolupament d'aquestes zones. El primer concepte va ser comprovat quan Paul Broca va localitzar el centre de la parla en el cervell en 1861. La segona noció va ser invalidada quan es va descobrir que el gruix del crani varia i no és uniforme, així que la seva forma no reflecteix al cervell en sí. Gall va ser el primer a identificar la matèria grisa com a teixit actiu (somes neuronals) i la substància blanca (axons) com a teixit conductor.

## Biografia
Va estudiar a les Facultats de Medicina d'Estrasburg amb el professor Jean Hermann i de Viena amb els cèlebres mestres Maximilian Stoll i Gerard van Swieten. Es graduà en la darrera el 1785, dedicant-se a l'exercici professional encara que dominat ja per les seves idees de psicologia fisiològica. Les diferents aptituds i disposicions dels individus, igual que la manera de conèixer-los per caràcters externs, l'apassionaven en alt grau. El 1791 va donar a conèixer dos capítols d'una obra, que mai no va completar, titulada Philesophische medisinische Untersuchungen über Natur und kunst inkranken und gesunde Zustände d. Menschen. En aquesta desenvolupa els seus conceptes fonamentals, suposant l'encèfal una federació d'òrgans. Aquesta publicació va ser menys coneguda i apreciada que la carta dirigida el 1798 al baró de Retzer al Deutsche Mercure de Wieland on entreveia els principis de la cranioscòpia.
El 1796 havia començat ja cursets a Viena sobre la frenologia, sent prohibits el 1802 pel Ministeri. L'acusació de materialisme que pesava sobre la nova escola va ser refutada pel seu autor com a injusta i inexacta. Gall no negava l'ànima ni les facultats relacionant-les, per contra, amb la morfologia cerebral. El 1805 va passar a Berlín, on va continuar les seves conferències associat ja a Spurzheim, el seu deixeble des de 1804. Les seves idees a la capital prussiana van ser ben acollides per fisiòlegs tan eminents com Bischoff i Hufeland. L'acceptació de la frenologia va ser general i entusiasta, encunyant-se fins i tot medalles en honor del fundador.
Aquest va seguir els seus cursos a Dresden, on va trobar tal oposició que es va prohibir a les senyores entrar a la seva càtedra. En canvi a Magdeburg, Torgau, Woerlitz i Halle el seu èxit va ser sorollós, guanyant l'adhesió de l'anatòmic Reil i el fisiòleg Loder. Va passar després a Jena, on no es van menysprear de sentir-li la duquessa Anna Amàlia de Brunsvic-Wolfenbüttel i el gran literat Wieland. Proposant-se donar a conèixer el seu sistema a les grans capitals europees, es va dirigir el 1806 a Copenhaguen, Hamburg, Amsterdam i Leyden. A l'any següent va donar conferències a Heidelberg, on va sostenir una controvèrsia amb Ackermann, passant després a Carlsruhe, Frankfurt del Main, Múnich i Zuric. Aquests triomfs no l'afalagaven, ja que només fiava a París, capital del món científic, per coronar-la.
El 1808 va presentar a l'Institut de França la seva cèlebre memòria titulada Recherches sur le système nerveux en général et sur celui du cerveau en particulier, on es consignaven els seus descobriments anatòmics. Es rehabilitaven les circumvolucions cerebrals com a òrgans de les facultats psíquiques i es reaccionava així contra la errònia corrent que concedia el paper més gran als ventricles. Alhora l'anatomia del sistema nerviosos amb els seus centres i les seves vies de conducció rebia noves llums. No només es descentralitzaven les funcions nervioses i se solidaritzaven, sinó que es preparava el terreny per a la teoria de les localitzacions cerebrals.
Una comissió formada per Cuvier, Jacques René Tenon, Portal, Sabatier i Pinel refusà la memòria de Gall per pures consideracions teòriques. Tot i això, i malgrat l'hostilitat de Laënnec, gran clínic, però feble anatòmic, les idees frenològiques guanyaven terreny. La mateixa antipatia de Napoleó I que qualifica el sistema de "cavilacions germàniques", les burles de Béranger, els atacs de la premsa mèdica, no podien fer res per aturar-lo. Entre tant, seguien les publicacions de Gall en la seva Introduction au cours de physiologie du cerveau el 1809 i la seva Anatomie et physicologie du système neveux en général et du cerveau en particulier avec des observationssur la possibilité de reconnaítre plusieurs disposition intellectuelles et morales de l'homme et des animaux par la configuration de leurs tètes. En aquesta última, on s'afirmaven els principis i aplicacions de la cranioscopia, si troba la part més popular i vulnerable del sistema de Gall. Aquest, en canvi, comptava amb els sufragis d'homes tan eminents com els naturalistes Jean-Baptiste Lamarck, Saint-Hilaire i Blainville, i els altres clínics Andral, Cloquet y Broussais.
La perícia anatòmica del fundador de la frenologia era admirable i així deia Flourens que després d'haver-lo vist dissecar el cervell li semblava un òrgan nou. A més a més de la importància anatòmica i fisiològica de l'obra de Gall, hi havia la patològica. Així, les seves noves concepcions sobre el somnambulisme, els somnis, el magnetisme, el van portar a estudiar la bogeria. Hi va saber trobar l'etiologia encefàlica tan oblidada pels metges alienistes de l'època que buscaven les seves lesions en simpàtic.
No obstant, la part atractiva i fal·laç del sistema a la cranioscòpia va ser l'únic que va apassionar a la llarga els ànims. Els adversaris retreien el seu materialisme i ateisme, els càrrecs dels quals va rebatre el 1811 en el seu fullet titulat Des dispositions innés de l'áme et de l'esprit. En 1819 es naturalitzà súbdit francès, però no aconseguí ingressar en la Acadèmia de Ciencies, malgrat la protecció de Geoffroy Saint-Hilaire. La seva visita a Londres el 1823 només el va convèncer del fracàs que l'esperava a Anglaterra i va trigar poc a tornar. D'altra banda, l'oposició que es fes a Anglaterra a la frenologia va ser transitòria, ja que Spurzheim va haver de conquerir per a ella l'aplaudiment popular. Des del 1813 va seguir, d'altra banda, aquest autor el seu camí a part del de Gall, que cada cop estava més oblidat. Els seus cursos de 1825 van resultar deserts, i en morir tres anys després, pocs es recordaven ja del mestre.
Gall va ser un dels grans anatòmics i fisiòlegs del segle XIX, faltant-li només les viviseccions per completar la seva tasca. La seva concepció de l'encèfal va ser realment renovadora, obrint la via per a les investigacions de Magendie, i Bernard. Se li deu el coneixement del paper de la substància grisa, les comissures nervioses, l'origen real dels nervis i el paper dels ganglis.
En fisiologia la seva tesi de la distribució de facultats, encara que errònia, va conduir a la investigació dels centres psicomotors per Bouillaud i Broca. En medicina mental i antropològica va introduir nocions precisa que van orientar els futurs investigadors com Lombroso i Morel. Pel que fa a la frenologia i la cranioscòpia, no tenen més que una importància històrica.